# Взрыв расширяющихся паров вскипающей жидкости

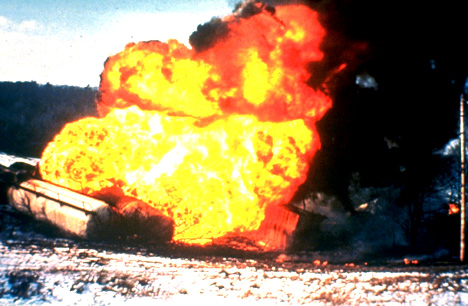
Взрыв автоцистерны по типу BLEVE

Взрыв расширяющихся паров вскипающей жидкости — тип взрыва сосуда с жидкостью, находящейся под давлением.
Такой взрыв обозначается акронимом BLEVE — от англ. Boiling liquid expanding vapour explosion.
Взрыв данного типа происходит при разрушении сосуда, содержащего жидкость, нагретую выше температуры кипения при атмосферном давлении (перегретую жидкость). Взрыв происходит по следующей схеме:
1. Газовая фаза начинает выходить в атмосферу. Давление в сосуде резко падает.
2. Падение давления переводит жидкость в перегретое состояние. Происходит объёмное вскипание жидкости, увеличивается её объём, выделяется большое количества газа. Давление резко возрастает, порождая ударные волны.
3. Под действием кипения и потока газа из сосуда также выносятся частицы жидкости, создавая аэрозольное облако. В дальнейшем происходит его перемешивание с окружающим воздухом. Если вещество является горючим, может произойти его возгорание с образованием огненного шара, в определённых условиях возможен также объёмный взрыв.

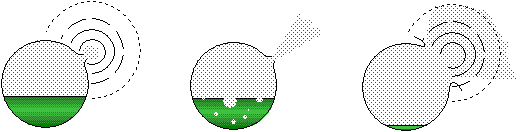
Схема взрыва
1 — падение давления из-за разрушения стенки;
2 — быстрое вскипание и повышение давления;
3 — разрушение сосуда и образование облака газа

В процессе кипения теплота перегрева расходуется на парообразование. При отсутствии подвода теплоты это приведет к охлаждению жидкости до температуры кипения, снижению интенсивности и, в конечном счёте, к прекращению кипения.
Наиболее опасны взрывы этого типа при пожарах рядом с сосудами, содержащими сжиженные газы, такие как бутан, пропан, СПГ (сжиженный природный газ). В этом случае действует несколько факторов, направленных на взрыв:
- Сжиженный газ уже при комнатной температуре находится в перегретом состоянии, его нагрев только повышает степень перегрева и вызывает рост давления в сосуде.
- Слой газа над жидкостью снижает теплоотвод от стенки и способствует её большему нагреву и снижению прочности.
- Облако, вышедшее из сосуда может быть сразу подожжено огнём или нагретыми предметами.

Для предотвращения опасности взрыва сосуды обычно оснащаются предохранительными клапанами, которые позволяют постепенно стравливать давление в сосуде, сохраняя контроль над кипением жидкости до того, как корпус разрушится из-за избыточного давления.